# Hyakko
Hyakko (ヒャッコ?) es un manga, y posteriormente, serie de anime, creada por Haruaki Katō. Empezó a serializarse en el cómic en línea gratuito de Flex Comix FlexComix Blood el 16 de enero del 2007. El anime ha sido producido por Nippon Animation y comenzó a emitirse en 1 de octubre de 2008 y finalizó el 24 de diciembre de ese mismo año. Su primer DVD se lanzó el 23 de enero del 2009, su segundo DVD se lanzó el 25 de febrero del 2009 y su tercer DVD se lanzó el 25 de marzo de 2009.

## Trama

### Historia
Hyakko se desarrolla en la grande y prestigiosa escuela Kamizono (上園学園, Kamizono Gakuen), una institución ficticia gigante ubicada en Kyūshū, Japón, Ayumi Nonomura es admitida a primer año de esa escuela y se pierde en su primer día en la enormidad del campus. Allí conoce a Tatsuki Iidzuka, Torako Kageyama, y Suzume Saotome en su primer día (las tres también estaban perdidas) y las cuatro se hacen buenas amigas. La historia es acerca de sus vidas diarias junto a sus compañeros de clase algo extraños.

## Personajes

### Principales
Cada nombre de las cuatro heroínas contiene un kanji de uno de los Cuatro Símbolos en la constelación china.
Torako Kageyama (上下山 虎子 Kageyama Torako?)
Seiyuu: Fumiko Orikasa
Es muy activa y usualmente la instigadora del grupo, a ella se le puede identificar porque no lleva una chaqueta sobre su camisa y corbata como las demás chicas. A ella le gusta apuntar alto en sus objetivos en una manera directa, sin importarle lo que le pase a otras personas. Debido a que no estuvo en los primeros días de escuela, fue asignada al comité de disciplina del instituto contra su voluntad. Tiene un hermano mayor llamado Kitsune, con quién no se lleva muy bien, y una hermana mayor llamada Oniyuri. Ya que no tiene buenas relaciones con su familia, Torako huye constantemente de su casa. Es la compañera de la infancia de Suzume. Mide 164cm y sus tres medidas son 81-55-82. Su kanji significa "tigre" (虎, tora), y el primer kanji de su nombre (上) puede pronunciarse como 'Ue' (Oeste), revelando su relación con la constelación Tigre Blanco del Oeste (白虎, Byakko).
Ayumi Nonomura (能乃村 歩巳 Nonomura Ayumi?)
Seiyuu: Aya Hirano
Popular entre los chicos por tener un busto grande y una personalidad algo ingenua, sus fotos siempre están en alta demanda. Debido a su extrema timidez, ha tenido problemas haciendo amigos desde la escuela secundaria y es frecuente víctima de las bromas de los demás. Sus medidas son 90-56-85. Su nombre contiene un kanji de "serpiente" (巳, mi), y el primer kanji de su nombre (能) se pronuncia como 'No' (Norte), relacionando su nombre con la constelación Tortuga Negra del Norte (玄武, Genbu).
Tatsuki Iidzuka  (伊井塚 龍姫 Iidzuka Tatsuki?)
Seiyuu: Michiko Neya
Hija del presidente de la corporación E-lectra, una de las más grandes de Japón, a pesar de ello, vive en una casa modesta con una ama de llaves, está separada de sus padres por el trabajo de estos. Tiende a utilizar honoríficos cuando está hablando incluso con sus amigas, es una frecuente víctima de las impertinencias de Torako. Su nombre contiene un kanji de "dragón" (龍, tatsu), y el primer kanji de su nombre (伊) se pronuncia como 'I' (Este), relacionando su nombre con la constelación Dragón Azur del Este (青龍, Seiryu).
Suzume Saotome (早乙女 雀 Saotome Suzume?)
Seiyuu: Yurika Ochiai
Amiga de la infancia de Torako. Es muy callada pero posee una fuerza monstruosa y un voraz apetito. A pesar de ser muy atlética, se siente mal porque parece una niña no lo suficientemente femenina. Cada vez que Torako huye de casa, Suzume la acompaña siempre. Su nombre contiene un kanji de "pájaro" (雀, suzume), y el primer kanji de su nombre (早) se pronuncia como 'Sa' (Sur), revelando su relación con la constelación Pájaro Bermellón del Sur (朱雀, Suzaku).

### Compañeros de clase
Nene Andō (杏藤 子々 Andō Nene?)
Seiyuu: Fujita Masayo
Ella es la delegada de la clase, y es una bisexual autoproclamada, pero parece tener mayor interés en las chicas (más que todo Torako), que los chicos.
Ushio Makunōchi (幕之内 潮 Makunōchi Ushio?)
Seiyuu: Yūko Kaida
Con una personalidad rebelde y el hábito de usar una camiseta cualquiera en lugar de la camisa y corbata del uniforme, Ushio es considerada una Delincuente juvenil, aunque ella se niega firmemente una. Le gusta el pudín, así como los gatos. Ella tiene un hermano mayor.
Koma Kobayashi (古囃 独楽 Kobayashi Koma?)
Seiyuu: Igarashi Hiroko
Ella habla en dialecto kansai, y se la pasa haciendo fotos de estudiantes para luego venderlas.
Chie Suzugasaki (涼ヶ崎 知恵 Suzugasaki Chie?)
Seiyuu: Yui Horie
Ella es miembro del club de robótica y su pasatiempo es crear robots, sueña con trabajar en E-lectra en un futuro.
Inori Tsubomiya (蕾家 祈 Tsubomiya Inori?)
Seiyuu: Satō Satomi
A pesar de ser en realidad muy bonita, su rostro no es visible, ya que se oculta detrás de su pelo largo, es un estereotipo de las fantasmas de algunos vídeos de horror japonés. Ella tiene una hermana menor llamada Iori.
Minato ōba (大場 湊兎 ōba Minato?)
Seiyuu: Asuka Nakase
Minato posee una piel morena y un cabello rubio. Ella es muy alta y tiene un gran busto, en comparación con otras estudiantes. A pesar de su apariencia madura, ella tiene la personalidad de una niña y es emocionalmente muy sensible, lo que hace que de la nada se ponga a llorar. Cuando ella recibe apoyo de algún compañero, ella es persistente en tratar de devolver el favor a esa persona.
Tōma Kazamatsuri (風茉莉 冬馬 Kazamatsuri Tōma?)
Seiyuu: Hōko Kuwashima
Hitsugi Nikaidou (弐街道 火継 Nikaidou Hitsugi?)
Seiyuu: Mana Ogawa

### Compañeros superiores
Shishimaru Sengoku (戦国 獅々丸 Sengoku Shishimaru?)
Seiyuu: Kenji Takahashi
Yanagi Kyōgoku (京極 柳 Kyōgoku Yanagi?)
Seiyuu: Atsushi Kousaka
Kitsune Kageyama (上下山 狐 Kageyama Kitsune?)
Seiyuu: Hiroyuki Yoshino
Oniyuri Kageyama (上下山 鬼百合 Kageyama Oniyuri?)
Seiyuu: Hiroko Kasahara

### Profesores
Kyōichirō Amagasa (傘 叶一狼 Amagasa Kyōichirō?)
Seiyuu: Keiji Fujiwara
Taiga Nishizono (西園 大河 Nishizono Taiga?)
Seiyuu: Chafūrin

## Lista de episodios
| # | Título | Estreno                 |
| --- | --- | ----------------------- |
| 1 | «Encuentro con Torako» «Torako Aimamieru» (虎子相まみえる) | 1 de octubre de 2008    |
| Ayumi se pierde en el gran campus de la escuela Kamizono, en eso ella se topa con Tatsuki quien también se encuentra perdida (a pesar de llevar más de 10 años en dicha escuela), juntas tratan la manera de orientarse pero más tarde se encontraran con Torako y Suzume que también están perdidas. En su transcurso rompen una ventana, golpean a un profesor y como era de suponerse que dan castigadas. Sin embargo las 4 se vuelven muy buenas amigas. | |                         |
| 2 | «Quien no arriesga, no gana.» «Koketsu ni Irazunba Koji o Ezu» (虎穴に入らずんば虎子を得ず) | 8 de octubre de 2008    |
| Torako, Suzume y Ayumi buscan un club en donde poder meterse las 4, a Tatsuki no le interesa pero de igual manera las sigue, en cada club Torako irrita y golpea a Tatsuki haciendo que ella le devuelva los golpes. La búsqueda entonces se vuelve una competencia donde Tatsuki y Torako son las anfitrionas, mientras Ayumi y Suzume sufren las consecuencias. | |                         |
| 3 | «Un tigre en la entrada. Otro tigre en la salida / Tigre de papel» «Zenmon no Tora Kōmon mo Tora / Hariko no Tora» (前門の虎 校門も虎／張子の虎)                                                                                                  | 15 de octubre de 2008   |
| Torako y Suzume se encuentran en una interesante charla pero esta es interrumpida por la delegada Nene, quien le informa a Torako que por faltar varios días a clases, decidieron ponerla como encargada del comité de disciplina. Al día siguiente ella le toca revisar junto con Nene, quien porta el uniforme debidamente, van pasando varios sucesos en los que se descubre que Nene es bisexual y que está enamorada de Torako, Ayumi, Tatsuki y Suzume, además de que Suzume lleva un traje deportivo bastante corto. En la otra parte de la historia, Torako y Tatsuki se encuentran en el pasillo donde son sorprendidas, pues ven al robot que construyó Chie, ellas junto con Suzume y Ayumi platican con Chie ala cual confiesa que su sueño es trabajar en E-lectra, en la plática también se descubre que Tatsuki es la heredera de esa gran compañía de electrónica. | |                         |
| 4 | «La vaca que come como el Tigre / El liderazgo del Tigre.» «Gyūin Bashoku Torashoku / Tora wa Toradzure» (牛飲馬食虎食／虎は虎連れ) | 22 de octubre de 2008   |
| Torako y sus amigas van ala cafetería en eso Ayumi pregunta sobre el botón de la "Tarjeta Combo" a lo cual Torako le responde diciendo que es para aumentar la porción de la orden de alimento que pides. Ayumi decide ordenar pero Torako "accidentalmente" aprieta dicho botón, dándole a Ayumi una gran porción del producto que compró, Torako también decide ordenar un gran plato igual que Suzume exceptuando a Tatsuki quien impidió que Torako oprimiera el botón, en el almuerzo se descubre el gran apetito que posee Suzume. En la segunda parte del episodio. Torako y sus amigas se encuentran en la clase de arte, donde el profesor les pide formarse en grupos y dibujar a su compañero, Tatsuki decide tomar como compañera a Suzume mientras que Torako y Ayumi se juntan pero en eso aparece Koma Kobayashi quien pide formar grupo con ellas. Koma y Torako deciden dibujar a Ayumi, pero le piden que se ponga en poses algo "provocativas", Koma toma fotos mientras que Torako lanza ideas. Más tarde Koma vende las fotos de Ayumi y una foto provocativa de Torako. | |                         |
| 5 | «Relaciones extrañas / La gente termina revelando su verdadera naturaleza. No conoces la veracidad del tigre hasta que lo enfrentas» «Aien Koen / Hito ni wa Soute miyo Tora to wa Tatakatte miyo» (合縁虎縁／人には沿うてみよ、虎とは闘ってみよ) | 5 de noviembre de 2008  |
| Un nuevo personaje aparece, Yanagi, él es igual que Koma, pues el colecciona y vende fotos de los estudiantes, su amigo Shishimaru se topa con una de las fotos donde sale Ayumi y más al fondo Torako. EL queda enamorado de Ayumi al verla y decide pagarle a Yanagui por más fotos de ella. Shishimaru se topa con Ayumi y decide confesarle su amor pero no recibe respuesta, más tarde Shishimaru se da cuenta de que su verdadero amor es la chica del fondo, Torako. En la segunda parte, el autobús no llega y Torako decide irse a comprar algo que comer, en eso se topa con Ushio "la delincuente". Torako decide seguirla, en ese transcurso ellas se vuelven amigas. | |                         |
| 6 | «Rodeada de tigres» «Mukou Sangen Ryōgawa ni Tora» (向こう三軒 両側に虎) | 12 de noviembre de 2008 |
| Torako, Ayumi y Suzume deciden visitar la casa de Tatsuki pero ella no lo sabe y se siente un poco solitaria puesto que ellas 3 se fueron sin decirle nada. Al llegar Tatsuki queda impresionada de que ellas estén en su casa. Las 3 chicas se quedan hasta la cena, en el transcurso descubren algunos datos interesantes de Tatsuki. En este episodio es recomendable ver el "adelanto" del siguiente. | |                         |
| 7 | «Por fin se encuentran el zorro y el tigre / El zorro que provoca la cólera del Tigre» «Koko de Atta ga Hyakunenme / Tora no Ikari o Kau Kitsune» (狐虎で会ったが百年目／虎の怒りを買う狐)                                                        | 19 de noviembre de 2008 |
| Yanagi y Koma se esconden en unos arbustos tomando fotografías de los estudiantes en secreto. Mientras tanto, Kitsuna decide ayudarles y tira una broma sobre la falda de Ayumi, a fin de que Koma y Yanagi puede tener algo "mejor" en sus fotografías. Shishimaru los encuentra, y les pide algunas fotografías de Torako, pero quieren tomarlas sin que ella lo sepa. Los tres salen de los arbustos y le piden educadamente a Torako una fotografía. De repente, Torako se sorprende al ver a Kitsune, que resulta ser su hermano. En la segunda parte del episodio, Torako les plática a sus amigas acerca de todos los malos recuerdos que tenía de su hermano. Al día siguiente, Kitsune junta a Shishimaru y Torako en el almuerzo. Kitsune decide tirar otra broma sobre Torako en secreto al ponerle salsa picante en el ramen de Torako, obligándola a intercambiar comida con Shishimaru. | |                         |
| 8 | «Disparando al tigre / Al tratar de dibujar un tigre termina saliendo un gato» «Tora ni Tatsu Ya / Tora o Egai te Neko ni Ruisuru» (虎に立つ矢／虎を描いて猫に類する)                                                                             | 26 de noviembre de 2008 |
| Inori está triste por no poder hacer amigos, ya que tiene problemas para hablar en voz alta y su rostro cubierto por un pelo largo asusta a los demás estudiantes. Torako decide ayudarla preguntándole a sus amigas como darle un nuevo estilo a Inori para que pueda dar una mejor impresión a los demás estudiantes. | |                         |
| 9 | «No usar la compasión del tigre para el beneficio de otros / Suzume, supongo que te daré esto» «Nasake wa Tora no Tamera na zu / Suzume yo, Saraba Ataeraren» (情けは虎の為ならず / 雀よ、さらば与えられん)                                       | 3 de diciembre de 2008  |
| 10 | «Como un tigre con alas» «Tora ni Tsubasa» (虎に翼) | 10 de diciembre de 2008 |
| Torako está decidida a que Touma sea su amiga, así que decide enfrentarla pero Touma no le gusta la actitud de Torako así que se aleja, en eso se encuentra con cada amiga de Torako denominándolas raras. Al final Touma desayuna con Torako y sus amigas, dándose cuenta de que ella también está formando parte de ese grupo sin querer. | |                         |
| 11 | «Escape de las fauces del Tigre» «Kōko o Nogareru» (虎口を逃れる) | 17 de diciembre de 2008 |
| 12 | «Primero la Princesa luego el Príncipe y luego el Tigre / Un demonio se fija en el Tigre» «Ichi Hime Ni Tarō San Torako / Torako Yue ni Mayou Onigokoro» (一姫二太郎三虎子 / 虎子故に迷う鬼心)                                                    | 24 de diciembre de 2008 |
| 13 | «Cuatro personas forman un Tigre» «Yonin Tora o Nasu» (四人虎を為す) | 31 de diciembre de 2008 |

## Videojuego
La compañía 5pb.Games lanzó una novela visual de Hyakko para la consola PlayStation 2 el 9 de abril de 2009. El juego incluye una función innovadora para una novela visual llamada "Cambiar Punto de Vista", en el cual el jugador puede cambiar entre alguna de las 4 personajes principales, alterando ligeramente la historia y sabiendo cuál es su punto de vista de la situación actual, lo que ayuda a resolver los problemas en la historia.